# Leptothorax flavicornis
Leptothorax flavicornis är en myrart som beskrevs av Carlo Emery 1870. Leptothorax flavicornis ingår i släktet smalmyror, och familjen myror. Inga underarter finns listade i Catalogue of Life.